# Дискографія Arctic Monkeys
Дискографія британського рок-гурту Arctic Monkeys, що виконує музику в жанрах інді-року, постпанк-рівайвла, психоделічного і гаражного року, охоплює 5 студійних альбомів, 1 концертний альбом, 2 мініальбоми, 20 синглів, 2 відеоальбоми та 1 мікс-альбом.
Гурт Arctic Monkeys утворено 2002 року Алексом Тернером (гітара, вокал), Джеймі Куком (гітара), Енді Ніколсоном (бас-гітара) і Меттом Гелдерсом (ударні, бек-вокал). Записавши і самостійно видавши кілька демозаписів, гурт 30 травня 2005 року випустив дебютний сингл «Five Minutes with Arctic Monkeys». Попри різні пропозиції, лейбл Domino Records найбільше сподобався гуртові, і в червні 2005 року обидві сторони підписали контракт.
Першим релізом на лейблі Domino став сингл «I Bet You Look Good on the Dancefloor», що потрапив на першу стрічку британського чарту. Другий сингл «When the Sun Goes Down», що вийшов на тиждень раніше за перший студійний альбому гурту, також піднявся на вершину того ж чарту. Дебютний альбом Whatever People Say I Am, That's What I'm Not, виданий 23 січня 2006 року, досяг першого місця в чартах Великої Британії, Австралії та Ірландії, а також став дебютним альбомом, який найшвидше продавався за всю історію британської музики.
Гурт повернувся до студії для запису нового альбому наприкінці 2006-го, після свого 4× платинового дебюту. «Brianstorm», перший сингл з нового альбому, досяг другої позиції в чарті Сполученого Королівства. Альбом Favourite Worst Nightmare, вийшов 18 квітня 2007 року, досяг вершини британського, данського, ірландського та голландського чартів, а також 7 місця в американському чарті Billboard 200. Наступні сингли «Fluorescent Adolescent» і «Teddy Picker» (бі-сайди до якого, а також ще до двох синглів, гурт виконав під псевдонімом The Death Ramps) зайняли 5 і 20 місця у Великій Британії відповідно.
Третій студійний альбом гурту Humbug, що вийшов в 2009 році, досяг перших позицій у британському, ірландському, бельгійському чартах і 15 позиції у Billboard 200. «Crying Lightning», перший сингл з альбому, посів 12-те місце чарту Великої Британії, а наступні «Cornerstone» і «My Propeller» там же зайняли 94-ту і 90-ту позиції відповідно.
2011 року гурт випустив новий альбом Suck It and See, що протримався на вершині британського чарту один тиждень. «Don't Sit Down 'Cause I've Moved Your Chair», перший сингл з альбому, посів 28 місце чарту Великої Британії, проте подальші три не ввійшли навіть у перші 40 позицій. У березні 2012-го вийшов сингл «R U Mine?», який увійшов до чарту Сполученого Королівства на 23 стрічку.
2013 року гурт оголосив про вихід п'ятого студійного альбому AM, а також представив сингл «Do I Wanna Know?», який досяг 11 позиції британського чарту.
| Скорочення назв країн (за стандартом ISO 3166-1) | Скорочення назв країн (за стандартом ISO 3166-1)                                                                                   |                                                                                              |
| --- | --- | -------------------------------------------------------------------------------------------- |
| \| - AT — Австрія - AU — Австралія - BE — Бельгія - CA — Канада - CH — Швейцарія - DE — Німеччина - DK — Данія - ES — Іспанія \| - FI — Фінляндія - FR — Франція - GB — Велика Британія - GR — Греція - IE — Ірландія - IT — Італія - JP — Японія - NL — Нідерланди \| - NO — Норвегія - NZ — Нова Зеландія - RT — Португалія - RU — Росія - SE — Швеція - US — США \| | |                                                                                              |
| - AT — Австрія - AU — Австралія - BE — Бельгія - CA — Канада - CH — Швейцарія - DE — Німеччина - DK — Данія - ES — Іспанія | - FI — Фінляндія - FR — Франція - GB — Велика Британія - GR — Греція - IE — Ірландія - IT — Італія - JP — Японія - NL — Нідерланди | - NO — Норвегія - NZ — Нова Зеландія - RT — Португалія - RU — Росія - SE — Швеція - US — США |

## Студійні альбоми
| Рік                                               | Альбом | Найвищі позиції в чартах | Найвищі позиції в чартах | Найвищі позиції в чартах | Найвищі позиції в чартах | Найвищі позиції в чартах | Найвищі позиції в чартах | Найвищі позиції в чартах | Найвищі позиції в чартах | Найвищі позиції в чартах | Найвищі позиції в чартах | Найвищі позиції в чартах | Найвищі позиції в чартах | Найвищі позиції в чартах | Найвищі позиції в чартах | Найвищі позиції в чартах | Найвищі позиції в чартах | Найвищі позиції в чартах | Найвищі позиції в чартах | Найвищі позиції в чартах | Найвищі позиції в чартах | Найвищі позиції в чартах | Найвищі позиції в чартах | Найвищі позиції в чартах | Сертифікації (Пороги продажів)                                              |
| Рік                                               | Альбом | GB                       | AU                       | AT                       | BE                       | CA                       | CH                       | DK                       | ES                       | FI                       | FR                       | DE                       | GR                       | IT                       | JP                       | IE                       | MX                       | NL                       | NO                       | NZ                       | PT                       | RU                       | SE                       | US                       | Сертифікації (Пороги продажів)                                              |
| ------------------------------------------------- | --- | ------------------------ | ------------------------ | ------------------------ | ------------------------ | ------------------------ | ------------------------ | ------------------------ | ------------------------ | ------------------------ | ------------------------ | ------------------------ | ------------------------ | ------------------------ | ------------------------ | ------------------------ | ------------------------ | ------------------------ | ------------------------ | ------------------------ | ------------------------ | ------------------------ | ------------------------ | ------------------------ | --------------------------------------------------------------------------- |
| 2006                                              | Whatever People Say I Am, That's What I'm Not - Дата випуску: 23 січня - Лейбл: Domino - Формати: CD, LP, ЦД | 1                        | 1                        | 23                       | 9/22                     | —                        | 16                       | 6                        | 38                       | 8                        | 17                       | 20                       | 3                        | —                        | 9/5                      | 1                        | —                        | 8                        | 12                       | 5                        | —                        | —                        | 26                       | 24                       | Список - ARIA: Золотий - BPI: 4× Платиновий - CRIA: Золотий - RIAJ: Золотий |
| 2007                                              | Favourite Worst Nightmare - Дата випуску: 18 квітня - Лейбл: Domino - Формати: CD, LP, ЦД                    | 1                        | 2                        | 6                        | 3/9                      | 4                        | 6                        | 1                        | 20                       | 14                       | 6                        | 2                        | 4                        | 14                       | 4                        | 1                        | 43                       | 1                        | 2                        | 4                        | —                        | —                        | 17                       | 7                        | Список - ARIA: Золотий - BPI: 2× Платиновий - RIAJ: Золотий                 |
| 2009                                              | Humbug - Дата випуску: 19 серпня - Лейбл: Domino - Формати: CD, LP, ЦД                                       | 1                        | 2                        | 7                        | 1/4                      | 6                        | 7                        | 4                        | 5                        | 11                       | 2                        | 4                        | 17                       | 17                       | 4                        | 1                        | 23                       | 2                        | 7                        | 3                        | 7                        | —                        | 12                       | 15                       | BPI: Золотий                                                                |
| 2011                                              | Suck It and See - Дата випуску: 6 червня - Лейбл: Domino - Формати: CD, LP, ЦД                               | 1                        | 4                        | 12                       | 2/9                      | 12                       | 8                        | 2                        | 10                       | 34                       | 7                        | 10                       | 38                       | —                        | 12                       | 3                        | 27                       | 6                        | 4                        | 7                        | 7                        | 20                       | 33                       | 14                       | BPI: Золотий                                                                |
| 2013                                              | AM - Дата випуску: 9 вересня - Лейбл: Domino - Формати: CD, LP, ЦД                                           | 1                        | 1                        | 2                        | 1/5                      | 3                        | 2                        | 1                        | 3                        | 8                        | 4                        | 3                        | —                        | 4                        | 10                       | 1                        | —                        | 1                        | 5                        | 1                        | 1                        | —                        | 15                       | 6                        | BPI: Золотий                                                                |
| Знак «—» означає, що альбом не потрапив до чарту. | |                          |                          |                          |                          |                          |                          |                          |                          |                          |                          |                          |                          |                          |                          |                          |                          |                          |                          |                          |                          |                          |                          |                          |                                                                             |

## Концертні альбоми
| 2008                                              | Live in Texas - Дата випуску: 3 листопада - Лейбл: Domino - Формати: LP, CD | — | — | — | — | — | — | — | — |
| Знак «—» означає, що альбом не потрапив до чарту. |                                                                             |   |   |   |   |   |   |   |   |

Коментарі
1. ↑  Як окремий реліз випускався лише у форматі LP[35]; також додавався до відеоальбому At the Apollo як бонус у форматах CD і LP[36][37].

## Мініальбоми
| Рік                                               | Альбом                                                                                       | Найвищі позиції в чартах | Найвищі позиції в чартах | Найвищі позиції в чартах | Найвищі позиції в чартах | Найвищі позиції в чартах | Найвищі позиції в чартах | Найвищі позиції в чартах | Найвищі позиції в чартах |
| Рік                                               | Альбом                                                                                       | GB                       | AU                       | DK                       | DE                       | FR                       | SE                       |                          |                          |
| ------------------------------------------------- | -------------------------------------------------------------------------------------------- | ------------------------ | ------------------------ | ------------------------ | ------------------------ | ------------------------ | ------------------------ | ------------------------ | ------------------------ |
| 2006                                              | Who the Fuck Are Arctic Monkeys? - Дата випуску: 24 квітня - Лейбл: Domino - Формати: CD, ЦД | —                        | —                        | —                        | —                        | —                        | —                        |                          |                          |
| 2011                                              | iTunes Festival: London 2011 - Дата випуску: 8 липня - Лейбл: Domino - Формати: ЦД           | 79                       | —                        | —                        | —                        | —                        | —                        |                          |                          |
| Знак «—» означає, що альбом не потрапив до чарту. |                                                                                              |                          |                          |                          |                          |                          |                          |                          |                          |

Коментарі
1. ↑  У Європі також випускався як максі-сингл[39].
2. ↑  Вийшов ексклюзивно для iTunes Store, тому єдина вказана найвища позиція була досягнена в чарті iTunes UK Albums Chart, а не UK Albums Chart[40].

## Сингли
| Дата                                             | Сингл                                         | Найвищі позиції в чартах | Найвищі позиції в чартах | Найвищі позиції в чартах | Найвищі позиції в чартах | Найвищі позиції в чартах | Найвищі позиції в чартах | Найвищі позиції в чартах | Найвищі позиції в чартах | Найвищі позиції в чартах | Найвищі позиції в чартах | Найвищі позиції в чартах | Найвищі позиції в чартах | Найвищі позиції в чартах | Альбом                                        |
| Дата                                             | Сингл                                         | GB                       | AU                       | JP                       | BE                       | CH                       | DK                       | FR                       | DE                       | ES                       | IE                       | NL                       | SE                       | B100                     | Альбом                                        |
| ------------------------------------------------ | --------------------------------------------- | ------------------------ | ------------------------ | ------------------------ | ------------------------ | ------------------------ | ------------------------ | ------------------------ | ------------------------ | ------------------------ | ------------------------ | ------------------------ | ------------------------ | ------------------------ | --------------------------------------------- |
| 30.05.2005                                       | «Five Minutes with Arctic Monkeys»            | —                        | —                        | —                        | —                        | —                        | —                        | —                        | —                        | —                        | —                        | —                        | —                        | —                        | Неальбомний сингл                             |
| 14.10.2005                                       | «I Bet You Look Good on the Dancefloor»       | 1                        | 18                       | 61                       | —/17                     | —                        | 15                       | 100                      | —                        | —                        | 12                       | 99                       | —                        | 118                      | Whatever People Say I Am, That's What I'm Not |
| 16.01.2006                                       | «When the Sun Goes Down»                      | 1                        | 26                       | 52                       | 12/14                    | —                        | —                        | 89                       | 11                       | —                        | 72                       | —                        | —                        | —                        | Whatever People Say I Am, That's What I'm Not |
| 24.04.2006                                       | «Who the Fuck Are Arctic Monkeys?»            | —                        | 37                       | 137                      | —                        | —                        | 2                        | 52                       | 79                       | —                        | 5                        | —                        | 58                       | —                        | Неальбомний сингл                             |
| 14.08.2006                                       | «Leave Before the Lights Come On»             | 4                        | —                        | 57                       | —                        | —                        | 11                       | —                        | —                        | —                        | 16                       | —                        | —                        | —                        | Неальбомний сингл                             |
| 01.04.2007                                       | «Brianstorm»                                  | 2                        | —                        | 24                       | 9/13                     | 73                       | 4                        | 44                       | 64                       | 10                       | 7                        | 36                       | —                        | 114                      | Favourite Worst Nightmare                     |
| 18.06.2007                                       | «Matador» / «Da Frame 2R»                     | —                        | —                        | —                        | —                        | —                        | —                        | —                        | —                        | —                        | —                        | —                        | —                        | —                        | Favourite Worst Nightmare                     |
| 09.07.2007                                       | «Fluorescent Adolescent»                      | 5                        | —                        | 61                       | 7/—                      | —                        | 9                        | 88                       | 86                       | —                        | 12                       | —                        | —                        | —                        | Favourite Worst Nightmare                     |
| 03.12.2007                                       | «Teddy Picker»                                | 20                       | —                        | 116                      | 25/—                     | —                        | —                        | 99                       | —                        | —                        | 32                       | 98                       | —                        | —                        | Favourite Worst Nightmare                     |
| 03.12.2007                                       | «The Death Ramps» / «Nettles»                 | —                        | —                        | —                        | —                        | —                        | —                        | —                        | —                        | —                        | —                        | —                        | —                        | —                        | Неальбомний сингл                             |
| 07.07.2009                                       | «Crying Lightning»                            | 12                       | —                        | —                        | 13/9                     | —                        | —                        | 23                       | —                        | —                        | —                        | —                        | —                        | —                        | Humbug                                        |
| 16.11.2009                                       | «Cornerstone»                                 | 94                       | —                        | —                        | 18/—                     | —                        | —                        | 42                       | —                        | —                        | —                        | —                        | —                        | —                        | Humbug                                        |
| 22.03.2010                                       | «My Propeller»                                | 90                       | —                        | —                        | 7/—                      | —                        | —                        | 56                       | —                        | —                        | —                        | —                        | —                        | —                        | Humbug                                        |
| 12.04.2011                                       | «Don't Sit Down 'Cause I've Moved Your Chair» | 28                       | —                        | —                        | 50/21                    | —                        | 6                        | —                        | —                        | —                        | —                        | 55                       | —                        | —                        | Suck It and See                               |
| 15.08.2011                                       | «The Hellcat Spangled Shalalala»              | —                        | —                        | —                        | 15/33                    | —                        | —                        | —                        | —                        | —                        | —                        | —                        | —                        | —                        | Suck It and See                               |
| 31.10.2011                                       | «Suck It and See»                             | —                        | —                        | —                        | 20/42                    | —                        | —                        | —                        | —                        | —                        | —                        | —                        | —                        | —                        | Suck It and See                               |
| 23.01.2012                                       | «Black Treacle»                               | —                        | —                        | —                        | 20/42                    | —                        | —                        | —                        | —                        | —                        | —                        | —                        | —                        | —                        | Suck It and See                               |
| 27.02.2012                                       | «R U Mine?»                                   | 23                       | —                        | —                        | 11/—                     | —                        | —                        | 147                      | —                        | —                        | —                        | —                        | —                        | —                        | AM                                            |
| 19.06.2013                                       | «Do I Wanna Know?»                            | 11                       | 37                       | —                        | 35/33                    | —                        | —                        | 89                       | —                        | —                        | 25                       | 62                       | —                        | —                        | AM                                            |
| 11.08.2013                                       | «Why'd You Only Call Me When You're High?»    | 8                        | —                        | —                        | 29/—                     | —                        | —                        | —                        | —                        | —                        | 33                       | —                        | —                        | —                        | AM                                            |
| 09.12.2013                                       | «One for the Road»                            | —                        | —                        | 76/—                     | —                        | —                        | —                        | —                        | —                        | —                        | —                        | —                        | —                        | —                        | AM                                            |
| 10.03.2014                                       | «Arabella»                                    | 70                       | —                        | 7/—                      | —                        | —                        | —                        | —                        | —                        | —                        | —                        | —                        | —                        | —                        | AM                                            |
| 09.06.2014                                       | «Snap Out of It»                              | —                        | —                        | 2/35                     | —                        | —                        | —                        | —                        | —                        | —                        | 68                       | —                        | —                        | —                        | AM                                            |
| Знак «—» означає, що сингл не потрапив до чарту. |                                               |                          |                          |                          |                          |                          |                          |                          |                          |                          |                          |                          |                          |                          |                                               |

Коментарі
1. ↑  Сингл не потрапив до чарту Billboard Hot 100, але зайняв 18 місце в чарті Bubbling Under Hot 100 Singles, який містить 25 пісень, що найближче підійшли до попадання до основного чарту з синглами[52].
2. ↑  У Канаді та Австралії також випускався як міні-альбом[53][54].
3. ↑  Сингл не потрапив до чарту Billboard Hot 100, але посів 14-те місце в чарті Bubbling Under Hot 100 Singles, який містить 25 пісень, що найближче підійшли до попадання до основного чарту з синглами[52].
4. ↑  Випускався під псевдонімом The Death Ramps.

## Відеоальбоми
| Рік                                                    | Альбом                                                                         | Найвищі позиції в чартах | Найвищі позиції в чартах | Найвищі позиції в чартах | Найвищі позиції в чартах | Найвищі позиції в чартах | Найвищі позиції в чартах | Найвищі позиції в чартах | Найвищі позиції в чартах |
| Рік                                                    | Альбом                                                                         | GB                       | AU                       | DK                       | DE                       | IE                       | FR                       | JP                       | SE                       |
| ------------------------------------------------------ | ------------------------------------------------------------------------------ | ------------------------ | ------------------------ | ------------------------ | ------------------------ | ------------------------ | ------------------------ | ------------------------ | ------------------------ |
| 2006                                                   | Scummy Man - Дата випуску: 1 березня - Лейбл: Domino, Warp Films - Формат: DVD | —                        | —                        | —                        | —                        | —                        | —                        | —                        | —                        |
| 2008                                                   | At the Apollo - Дата випуску: 3 листопада - Лейбл: Domino - Формат: DVD        | —                        | —                        | —                        | —                        | —                        | —                        | —                        | —                        |
| Знак «—» означає, що відеоальбом не потрапив до чарту. |                                                                                |                          |                          |                          |                          |                          |                          |                          |                          |

## Музичні відео
Даний список складений на основі інформації сайту mvdbase.com.
| Рік  | Пісня                                         | Режисер                    |
| ---- | --------------------------------------------- | -------------------------- |
| 2005 | «Fake Tales of San Francisco»                 | Кріс Комонс Марк Булл      |
| 2005 | «I Bet You Look Good on the Dancefloor»       | Х'юс Монфараді             |
| 2005 | «When the Sun Goes Down»                      | Пол Фрейзер                |
| 2006 | «The View from the Afternoon»                 | W.I.Z.                     |
| 2006 | «Fake tales of San Francisco» (live)          | Джон Хардвік               |
| 2006 | «Leave Before the Lights Come On»             | Джон Хардвік               |
| 2007 | «Brianstorm»                                  | Х'юс Монфараді             |
| 2007 | «Fluorescent Adolescent»                      | Річард Айоаді              |
| 2007 | «Teddy Picker»                                | Роман Коппола              |
| 2009 | «Crying Lightning»                            | Річард Айоаді              |
| 2009 | «Cornerstone»                                 | Річард Айоаді              |
| 2010 | «My Propeller»                                | Вілл Лавлейс Ділан Саузерн |
| 2011 | «Brick by Brick»                              | Focus Creeps               |
| 2011 | «Don't Sit Down 'Cause I've Moved Your Chair» | Focus Creeps               |
| 2011 | «The Hellcat Spangled Shalalala»              | Focus Creeps               |
| 2011 | «Suck It and See»                             | Focus Creeps               |
| 2011 | «Evil Twin»                                   | Focus Creeps               |
| 2012 | «Black Treacle»                               | Focus Creeps               |
| 2012 | «You and I»                                   | Focus Creeps               |
| 2012 | «R U Mine?»                                   | Focus Creeps               |
| 2013 | «Do I Wanna Know?»                            | Девід Вілсон               |
| 2013 | «Why'd You Only Call Me When You're High?»    | Набіль Елдеркін            |
| 2013 | «One For The Road»                            | Focus Creeps               |
| 2014 | «Arabella»                                    | Джейк Нава                 |
| 2014 | «Snap Out of It»                              | Focus Creeps               |

## Мікс-альбоми
| Рік                                               | Альбом                                                                        | Найвищі позиції в чартах | Найвищі позиції в чартах | Найвищі позиції в чартах | Найвищі позиції в чартах | Найвищі позиції в чартах | Найвищі позиції в чартах | Найвищі позиції в чартах | Найвищі позиції в чартах |
| Рік                                               | Альбом                                                                        | GB                       | AU                       | DK                       | DE                       | IE                       | FR                       | JP                       | SE                       |
| ------------------------------------------------- | ----------------------------------------------------------------------------- | ------------------------ | ------------------------ | ------------------------ | ------------------------ | ------------------------ | ------------------------ | ------------------------ | ------------------------ |
| 2008                                              | LateNightTales - Дата випуску: 27 жовтня - Лейбл: Azuli Records - Формати: CD | —                        | —                        | —                        | —                        | —                        | —                        | —                        | —                        |
| Знак «—» означає, що альбом не потрапив до чарту. |                                                                               |                          |                          |                          |                          |                          |                          |                          |                          |

## Промо
| Рік  | Назва                                                                               | Деталі |
| ---- | ----------------------------------------------------------------------------------- | --- |
| 2004 | I Bet You Look Good On The Dancefloor                                               | Промо-версія синглу «I Bet You Look Good On The Dancefloor» вийшла у Великій Британії. 2005 року вийшла для Південної Африки, а у 2006-му — для США.                                       |
| 2005 | Later… With Jools Holland (Live)                                                    | DVD містить всі пісні, виконані групою в 2005 році на шоу «Later… With Jools Holland». |
| 2005 | Five Minutes With Arctic Monkeys                                                    | Промо-версія синглу «Five Minutes With Arctic Monkeys». |
| 2005 | Bigger Boys And Stolen Sweethearts                                                  | Однопісенне промо. |
| 2005 | Beat 106 Session                                                                    | CD-R містить три акустичні композиції, представлені на шотландському радіо Beat 106. |
| 2005 | Whatever People Say I Am, That's What I'm Not                                       | Промо-версія першого студійного альбому Whatever People Say I Am, That's What I'm Not, вийшла для Великої Британії, а наступного року — для Європи.                                        |
| 2005 | When The Sun Goes Down — Daytime & Night Time Versions                              | Промо-версія синглу «When The Sun Goes Down», що містить дві версії пісні: «Daytime Version» та «Night Time Version». 2006 року промо перевидали і воно вийшло у Великій Британії і Данії. |
| 2006 | Baby I'm Yours                                                                      | Британське однопісенне промо. |
| 2006 | The View From The Afternoon                                                         | Промо, видане для Європи на CD. |
| 2006 | Scummy Man                                                                          | Промо-версія короткометражного фільму «Scummy Man». |
| 2006 | Leave Before the Lights Come On                                                     | Промо-версія синглу «Leave Before The Lights Come On», вийшла на CD та DVD у Великої Британії та Японії.                                                                                   |
| 2006 | Who The Fuck Are Arctic Monkeys?                                                    | Промо-версія мініальбому Who The Fuck Are Arctic Monkeys?, вийшла для Великої Британії і Франції.                                                                                          |
| 2006 | Fake Tales Of San Francisco                                                         | Промо-версія синглу «Fake Tales Of San Francisco», вийшла для Великої Британії і Франції.                                                                                                  |
| 2006 | @ Astoria                                                                           | DVD містить інтерв'ю Алекса Тернера і Джеймі Кука та чотири треки групи. |
| 2006 | EPK                                                                                 | Промо, що містить інтерв'ю, узяте Джоном Макклареном в учасників групи. |
| 2006 | I Bet You Look Good On The Dancefloor — Live In Tokyo 2006/04 — Special Radio Promo | Японське однопісенне промо, яке містить запис пісні «I Bet You Look Good On The Dancefloor» з концерту в Токіо 2006 року.                                                                  |
| 2006 | Dancin Shoes                                                                        | Однопісенне промо, записане спільно з проєктом Buena Vista Social Club. |
| 2007 | Favourite Worst Nightmare                                                           | Промо-версія другого студійного альбому Favourite Worst Nightmare. |
| 2007 | Brianstorm                                                                          | Промо-версія синглу «Brianstorm», вийшла у Великій Британії і США. |
| 2007 | Fluorescent Adolescent                                                              | Промо-версія синглу «Fluorescent Adolescent», вийшла у Великій Британії, США, Австралії та Європі.                                                                                         |
| 2007 | 2 Track For Mix FM (Acoustic)                                                       | Двопісенне британське промо. |
| 2007 | Radio Session                                                                       | Британське промо, що містить 7 записів. |
| 2007 | Teddy Picker                                                                        | Промо-версія синглу «Teddy Picker», вийшла у Великій Британії і Європі. |
| 2008 | At The Apollo                                                                       | Промо-версія відеоальбому At The Apollo, вийшла для Великої Британії, США, Японії та Європи.                                                                                               |
| 2008 | Live In Texas                                                                       | Промо-версія концертного альбому Live In Texas, вийшла для США. |
| 2009 | Radiosession                                                                        | CD містить 3 акустичні композиції, записані 18 вересня 2009 року. |
| 2009 | Crying Lightning                                                                    | Промо-версія синглу «Crying Lightning», вийшла у Великій Британії, США та Японії. |
| 2009 | Humbug                                                                              | Промо-версія третього студійного альбому Humbug, вийшла для Великої Британії, США, Канади, Японії та Європи.                                                                               |
| 2009 | Cornerstone                                                                         | Промо-версія синглу «Cornerstone», вийшла для Великої Британії і США. |
| 2010 | My Propeller                                                                        | Промо-версія синглу «My Propeller», вийшла у Великій Британії і США. |
| 2011 | Suck It And See                                                                     | Промо-версія четвертого студійного альбому Suck It And See. |
| 2011 | The Hellcat Spangled Shalalala                                                      | Промо-версія синглу «The Hellcat Spangled Shalalala». |
| 2011 | Don't Sit Down 'Cause I've Moved Your Chair                                         | Промо-версія синглу «Don't Sit Down 'Cause I've Moved Your Chair». |
| 2011 | Suck It And See                                                                     | Промо-версія синглу «Suck It And See». |
| 2011 | Black Treacle                                                                       | Промо-версія синглу «Black Treacle». 2012 року була вийшла в картонній коробці. |
| 2012 | R U Mine?                                                                           | Промо-версія синглу «R U Mine?». |

## Демозаписи
| Рік  | Назва                 | Коментар |
| ---- | --------------------- | --- |
| 2004 | Beneath the Boardwalk | Демоальбом, що містить демозаписи, зроблені до листопада 2004 року, сім з яких пізніше були перезаписані і ввійшли до дебютного альбому групи Whatever People Say I Am, That's What I'm Not. |
| 2004 | Untitled              | Чотирьохпісенне демо. |
| 2005 | Untitled              | Збірник демозаписів, зроблений керівником Domino Records для співробітників лейблу перед укладенням контракту з групою. Використовувався також в рекламних цілях.                            |

## Саундтреки
До цього списку ввійшли лише офіційні саундтреки, що містять пісні Arctic Monkeys.
| Рік  | Матеріал                                          | Альбом          | Пісня                                                                  |
| ---- | ------------------------------------------------- | --------------- | ---------------------------------------------------------------------- |
| 2012 | Церемонія відкриття літніх Олімпійських ігор 2012 | Isles of Wonder | «I Bet You Look Good On The Dance Floor (Live)» «Come Together (Live)» |